# 255-та піхотна дивізія (Третій Рейх)
255-та піхотна дивізія (Третій Рейх) (нім. 255. Infanterie-Division) — піхотна дивізія Вермахту за часів Другої світової війни.

## Історія
255-та піхотна дивізія створена 26 серпня 1939 в 4-му військовому окрузі (нім. Wehrkreis IV) в ході 4-ї хвилі мобілізації Вермахту.

## Райони бойових дій
- Генеральна губернія (вересень 1939 — січень 1940);
- Німеччина (січень — травень 1940);
- Нідерланди, Бельгія (травень — червень 1940);
- Франція (червень 1940 — березень 1941)
- Генеральна губернія (березень — червень 1941);
- СРСР (центральний напрямок) (червень 1941 — квітень 1943);
- СРСР (південний напрямок) (квітень — листопад 1943);

## Командування

### Командири
- генерал від інфантерії Вільгельм Вецель (нім. Wilhelm Wetzel) (26 серпня 1939 — 12 січня 1942);
- генерал-лейтенант Вальтер Поппе (нім. Walter Poppe) (12 січня 1942 — 2 листопада 1943).